# Gusti Hecht
 Gusti Hecht  (* 1903 in Brünn; † 17. Dezember 1950 in Johannesburg, Südafrika) war eine deutsche Architektin und Journalistin.

## Leben
Gusti (Auguste) Hecht wurde 1903 in Brünn (Brno) geboren, das damals zur österreichisch-ungarischen Monarchie gehörte. Ab 1922/1923 studierte sie Architektur in Wien und beendete ihr Studium als Diplom-Ingenieurin. Sie zog nach Berlin und arbeitete als Architektin. 1929 gewann sie gemeinsam mit Hermann Neumann einen Wettbewerb, ausgeschrieben durch die Berliner Jüdische Gemeinde unter jüdischen Architekten, mit ihrem Entwurf für den Neubau einer Synagoge in der Klopstockstraße im Hansaviertel in Berlin-Tiergarten. Der Entwurf, der in seiner Modernität bewusst auf sakrale Formen verzichtete, wurde jedoch nie ausgeführt.
Ab August 1931 arbeitete Gusti Hecht als Bildredakteurin beim Berliner Tageblatt und dem Welt-Spiegel. Ab der Ausgabe Nr. 41 vom 11. Oktober 1931 übernahm sie die redaktionelle Verantwortung für den Welt-Spiegel. Unter ihrer redaktionellen Leitung wurde offensiv für die Verteidigung der Republik und gegen die Gefahr einer Machtübernahme durch die Nationalsozialisten Stellung bezogen. Noch nach der Machtübergabe an Hitler und die NSDAP am 30. Januar 1933 zeigte die Titelseite der Ausgabe vom 26. Februar 1933, einen Tag vor dem Reichstagsbrand, demonstrierende Anhänger der „Eisernen Front“ der SPD und des Reichsbanners mit erhobener Faust (die Aufnahme stammte vom Arbeiterfotografen Eugen Heilig), verbunden mit dem appellativen Schriftzug „Freiheit!“.
Das Schriftleitergesetz vom 4. Oktober 1933 machte die Weiterbeschäftigung jüdischer Journalisten unmöglich. Am 1. Oktober 1933 verantwortete Gusti Hecht die Zeitschrift zum letzten Mal. In den folgenden Jahren konnte sie noch Artikel in der in Berlin erscheinenden „CV-Zeitung“ veröffentlichen, bis die Zeitung sowie der Centralverein deutscher Staatsbürger jüdischen Glaubens 1938 verboten wurden, sowie vereinzelt im "Gemeindeblatt der Juedischen Gemeinde zu Berlin", der Zeitschrift "Der Morgen" u. a.
Gusti Hecht war politisch im Umfeld der SPD tätig, bewegte sich in der linken Intellektuellenszene und war sehr eng mit Carl von Ossietzky liiert. Nach der Verhaftung Ossietzkys am 28. Februar 1933 gehörte sie zum „Freundeskreis Carl von Ossietzky“, der die Familie des Verhafteten unterstützte und Kontakt zum Inhaftierten aufrechterhielt.
Gusti Hecht emigrierte 1936 über Paris nach Südafrika und heiratete dort um die Jahreswende 1940/1941 den Chemiker Ernst Koenigsfeld. Sie eröffnete einen Geschenkeladen mit einem angeschlossenen österreichischen Café in dem Ansteys-Gebäude in Johannesburg.
Gusti Hecht starb am 17. Dezember 1950 in Johannesburg an Krebs.

## Schriften (Auswahl)
- (mit Georg Greko, d. i. George Wronkow): Muss man sich gleich scheiden lassen? Mosse, Berlin 1932.